# 後藤林之助
後藤 林之助(ごとう りんのすけ、生没年不詳)は昭和時代に活動した名古屋の浮世絵商、新版画の版元、版画家。

## 略歴
1936年3月創刊の雑誌『浮世絵界』(浮世絵同好会発行)に掲載された「後藤版画店・後藤林之助」の広告に、「店内新装常設展観即売相始め申候相変らず御願申上候」とあり、また、住所として「名古屋市中区大坂町一の六十」と記載されている。1930年には隅田町四番地の木版画の版元、中村善三郎から大判横絵の風景画「中村公園大芝居」、「名古屋城」(ともに中京堂刻)など何点かを制作し、出版している。同じ頃の自画作品と推定される木版多色摺の新版画『名古屋八景』(其一 金城朝陽ほか8作品)をオフセット印刷により出版している。これには「名古屋毎日新聞社選定」の摺込があり、新聞附録として1930年3月1日に発行されたものがある。その後、1935年、瀬川艶久の新版画『唐人お吉十二姿』(全12図組、後藤版画店・後藤林之助)を発行している。

## 作品
- 「名古屋城」 木版画  ※中村善三郎版
- 『名古屋八景』 木版画  ※其一 金城朝陽、其二 東山秋月、其三 鶴舞晴雪、其四 八事晩鐘、其五 別院春霞、其六 中村煙雨、其七 名港帰帆、其八 熱田神鴉。林之助画の落款。 昭和期。